# Горска кабарга
Горска кабарга (Moschus berezovskii или Китайска кабарга) е вид бозайник от семейство Кабаргови (Moschidae). Видът е застрашен от изчезване.

## Разпространение и местообитание
Разпространен е във Виетнам и Китай.